# هنري كالتينبرون
هنري كالتينبرون (بالإنجليزية: Henry Kaltenbrunn)‏ كان دراج جنوب أفريقي. سبق أن شارك في دورة الألعاب الأولمبية الصيفية وفاز بميداليتين أولمبية إحداهما فضية والأخرى برونزية.

## الميداليات
| الميدالية | المسابقة                       |
| --------- | ------------------------------ |
| فضية      | الألعاب الأولمبية الصيفية 1920 |
| برونزية   | الألعاب الأولمبية الصيفية 1920 |

## روابط خارجية
- هنري كالتينبرون على موقع أرشيف الدراجات (الإنجليزية)
- هنري كالتينبرون على موقع إحصائيات الدراجات الإحترافية (الإنجليزية)
- هنري كالتينبرون على موقع أوليمبيديا (الإنجليزية)